# 올림표
올림표, 샤프 혹은 샵(Sharp)은 음악의 기보법에서 변화표 중 하나로 음을 반음 올리는 것을 뜻하는 기호이다. ♯로 표시한다. 내림표 (♭)와 서로 반대되는 기호다.
올림표는 제자리표와 마찬가지로 소문자 비 (b)를 각지게 쓴 것에서 유래되었으며 내림표와 제자리표보다 나중에 나온 기호다. 세월이 흘러 주어진 음을 한 키만큼 올리는 기호가 되었다.

## 예시
조표 혹은 임시표로 쓰일 수 있다. 예를 들어, 아래는 (가령, 가장조 혹은 올림바단조를 나타내어) 조표에 세 개의 올림표가 표기되어 있고 A에 위치한 음표에는 올림표가 임시표로 표기되어 있다.
일반적인 음률인 12 평균율에서 B♯음은 C음과, E♯은 F와 완전히 동일하다. 다만, 다른 음률에서는 일반적으로 이명동음 관계가 기존 12 평균율과 다르다.

## 변형
겹올림표, 더블 샤프 혹은 더블 샵(Double sharp) (𝄪)은 음악의 기보법에서 변화표 중 하나로 음을 반음 두 개만큼 올린다. 즉, 온음만큼 올리는 것과 같다. 이전에 겹올림표는 ,   혹은 로 쓰이기도 했다.
반올림표, 하프 샤프(Half sharp) 혹은 데미 샤프(Demisharp) ( 혹은 𝄲)는 음을 반음의 1/2만큼 올린다. 즉, 온음의 1/4, 사분음만큼 올리는 것과 같다. 3/2 올림표, 세반올림표, 샤프 앤 하프(Sharp-and-a-half) 혹은 세스퀴샤프(Sesquisharp) ()는 반음의 3/2만큼 올린다. 즉, 온음의 3/4, 세 개의 사분음 만큼 올리는 것과 같다. 3/4음 올림표 혹은 쓰리 쿼터 톤 샤프(Three-quarter-tone sharp)라고도 한다.
매우 드물지만 세겹올림표, 트리플 샤프 혹은 트리플 샵(Triple sharp) (♯𝄪 혹은 𝄪♯)도 등장할 수 있다. 이는 음을 반음 세 개만큼 올린다. 즉, 온음과 반음만큼 올리는 것과 같다. 예를 들어, F♯𝄪은 G♯과 서로 이명동음 관계다.
이 옵션은 더 나아간 다중 올림표를 허용하지만 문헌에는 몇 가지 예만 등장해 있으며 실제적인 한계는 일반적으로 (바로 위의) 세겹올림표이다. 한편, 53 평균율을 비롯한 다른 음률 체계에서는 네겹올림표, 쿼드러플 샤프 혹은 쿼드러플 샵(Quadruple sharp) (𝄪𝄪) 이상이 필요할 수 있다. 가령 네겹올림표, 쿼드러플 샤프 혹은 쿼드러플 샵은 𝄪𝄪로 표기되며 원음에서 기존 단일 올림표의 네 배만큼 올린다.

## 조표
올림표나 내림표가 조표로 사용될 경우에는 기본적으로 음자리표의 오른쪽에 한 개 이상을 써서 조를 나타낸다.
조표로 사용될 경우, 임시표와는 달리 기본적으로 마디와 옥타브에 관계없이 효력이 적용된다. 도중에 조표가 바뀌거나 내림표 (♭) 혹은 제자리표 (♮) 등 다른 변화표의 효력을 받는 경우가 아닌 이상 마디와 옥타브에 관계없이 효력이 계속 적용된다.
조표에는 기본적으로 다음과 같이 적용된다. 올림표가 1개인 장조 음계는 사장조이다. 올림 조표의 모든 스케일에서 장음계의 으뜸음은 마지막 기호의 단2도 위이며, 단음계의 으뜸음은 마지막 기호의 장2도 아래이다.
올림표가 세 개 이상인 경우 단조의 으뜸음은 조표의 마지막에서 세 번째 기호의 음이다. 가령 4개의 올림표로 구성된 단조 (F♯ C♯ G♯ D♯)는 마지막에서 세 번째 샤프는 C♯으로, 이는 C♯ 단조 (즉 올림다단조)를 나타낸다. 각각의 새로운 음계는 이전 음계보다 5도 위 (또는 4도 아래)에서 시작된다.
| 장조                 | 올림표의 개수 | 올림표가 붙는 음           | 단조                 |
| -------------------- | ------------- | -------------------------- | -------------------- |
| 다장조 (C 장조)      | 0             | –                          | 가단조 (A 단조)      |
| 사장조 (G 장조)      | 1             | F♯                         | 마단조 (E 단조)      |
| 라장조 (D 장조)      | 2             | F♯, C♯                     | 나단조 (B 단조)      |
| 가장조 (A 장조)      | 3             | F♯, C♯, G♯                 | 올림바단조 (F♯ 단조) |
| 마장조 (E 장조)      | 4             | F♯, C♯, G♯, D♯             | 올림다단조 (C♯ 단조) |
| 나장조 (B 장조)      | 5             | F♯, C♯, G♯, D♯, A♯         | 올림사단조 (G♯ 단조) |
| 올림바장조 (F♯ 장조) | 6             | F♯, C♯, G♯, D♯, A♯, E♯     | 올림라단조 (D♯ 단조) |
| 올림다장조 (C♯ 장조) | 7             | F♯, C♯, G♯, D♯, A♯, E♯, B♯ | 올림가단조 (A♯ 단조) |

조표 표기법에서 올림표의 순서는 F♯, C♯, G♯, D♯, A♯, E♯, B♯이다. 다장조처럼 올림표나 내림표가 없는 상태의 조성에서 첫 번째 올림표 (F♯)를 추가하면 사장조 처럼 올림표 1개 조성을 나타내고 다음 올림표 (C♯)를 추가하면 라장조 처럼 올림표 2개 조성을 나타내며 즉, 5도권 순환으로 이어진다.
일부 조성은 화성학적으로 동등한 조성, 즉 이명동조로 대체 표기할 수 있다. 예를들어 12 평균율에서는 올림표가 7개 있는 올림다장조는 이명동조로 내림표가 5개 있는 내림라장조가 있으며 대체 표기할 수도 있다.
그리고 조표에 F𝄪, C𝄪, G𝄪, D𝄪, A𝄪, E𝄪, B𝄪처럼 겹올림표가 포함되는 올림사장조 (G♯ 장조) → 올림라장조 (D♯ 장조) → 올림가장조 (A♯ 장조) → 올림마장조 (E♯ 장조) → 올림나장조  (B♯ 장조) → 겹올림바장조  (F𝄪 장조) → 겹올림다장조 (C𝄪 장조)처럼 올림표 조성이 더더욱 확장될 수도 있다. 이 원리는 내림표 조에도 비슷하게 적용될 수 있다.

## 임시표
올림표가 임시표로 쓰일 때에는 음표 머리의 왼쪽에 쓴다.
임시표로 사용될 경우 그 보표와 마디와 옥타브 내에서 올림표 이후의 해당 음에 적용된다. 다만, 조표와는 달리 음이름은 같지만 옥타브만 다른 음에는 적용되지 않는다. 그리고 항상 변화되지 않은 원래의 음을 기준으로 읽는다.
같은 보표와 마디와 옥타브에서 임시표로 쓰인 올림표의 효력을 없애려면 내림표 (♭), 제자리표 (♮) 등의 다른 변화표를 사용한다.

## 다른 표기법과 사용
- 올림표 (♯)는 해시 기호 (#)와 형태가 유사하다. 서체와 글쓰기 스타일에 따라 다르지만 올림표는 가로 획이 기울어져 있고 해시 기호는 세로 획이 기울어져 있다. 마찬가지로 겹올림표는 굵은 소문자 x와 유사하지만 두 문자를 인쇄상으로 구별할 수 있는 방식으로 표기해야 한다. 참고로 컴퓨터에서 올림표 및 관련 기호를 표현하는 문자 코드는 다음과 같다. 컴퓨터 자판을 통해 쉽게 입력할 수 있는 # (해시 기호)는 올림표와 비슷한 모습이지만 전혀 다른 기호다.
- 이전에 겹올림표가 붙은 음을 기본 올림표가 붙은 음으로 내릴 때 ♮♯ 혹은 ♯♮처럼 올림표 옆에 제자리표를 표기하는 관습이 있었으나 최근 들어서는 제자리표 표기를 종종 생략하게 되었다. 더 나아가서 세겹올림표 이상의 기호를 무효화 시에도 비슷한 원리의 제자리표 표기를 할 수 있다.[6] 그리고 ♮♯는 내림표에서 올림표로 바꿀 때 쓰이기도 한다.[7]

- 기호가 지원되지 않는 환경 혹은 특정 텍스트 표기 등에서는 겹올림표를 기본 올림표 표시 두 개 (♯♯), 해시 기호 두 개 (##) 혹은 소문자 x 등으로 표기하기도 한다. 이와 마찬가지로 세겹올림표도 ♯♯♯ 등으로 표기할 수 있다.

- 평균율이 아닌 다른 음률에서는 일반적으로 이명동음 및 이명동조 관계가 존재하지 않는다. 예를 들어, (12 평균율과도 달리) F♯과 G♯이 서로 구별된다.
- 확정된 순정률을 표기하기 위해 작곡가 벤 존스턴은 70.6센트 높음(25:24 비율)을 나타낼 때 올림표를 사용했다.[8]

## 유니코드
유니코드에서 할당된 올림표는 다음과 같다.
- U+266F ♯ music sharp sign (HTML: &#9839;)
- U+1D12A 𝄪 musical symbol double sharp (HTML: &#119082;)
- U+1D130 𝄰 musical symbol sharp up (HTML: &#119088;)
- U+1D131 𝄱 musical symbol sharp down (HTML: &#119089;)
- U+1D132 𝄲 musical symbol quarter tone sharp (HTML: &#119090;)

## 같이 보기
- 내림표
- 제자리표
- 조표 (음악)
- 조성 (음악)
- 음계
- 장음계
- 단음계
- 음높이
- 12 평균율
- 평균율
- 순정률
- 음률
- 임시표
- 변화표

### 내용주
1. ↑  기타 자세한 사항은 조표 (음악) § 겹내림표와 겹올림표 문서 참고 바람.

### 참조주
1. ↑  
이화여자대학교음악연구소 (2001년 2월 28일). 《교사 및 지도자를 위한 피아노 기초》. 이화여자대학교출판부. 22~24쪽. ISBN 9788973003709.
2. 1 2   Chisholm, Hugh, 편집. (1911). 〈Musical Notation〉. 《브리태니커 백과사전》 19 11판. 케임브리지 대학교 출판부. 87쪽.
3. ↑  Ayrton, William (1827). 《The Harmonicon》 V. Samuel Leigh. 47쪽. ISBN 1276309457.
4. ↑  Byrd, Donald (2018). “Extremes of conventional music notation”. Bloomington, IN: University of Indiana.[깨진 링크(과거 내용 찾기)]
5. ↑  “F-triple-sharp note”. 2025.
6. ↑  Max Reger: Clarinet Sonata No.2 (Complete Score), 33쪽.: Scores - 국제 악보 도서관 프로젝트 (IMSLP)
7. ↑  Chopin: Études No. 9, Op.10 (C.F. Peters), 429쪽.: Scores - 국제 악보 도서관 프로젝트 (IMSLP)
8. ↑  Fonville, J. (Summer 1991). “Ben Johnston's extended Just Intonation – a guide for interpreters”. 《Perspectives of New Music》 29 (2): 106–137, esp. 109. doi:10.2307/833435. JSTOR 833435. ... the ⁠25/ 24 ⁠ ratio is the sharp (♯) ratio ... this raises a note approximately 70.6 cents. |quote=에 templatestyles stripmarker가 있음(위치 40) (도움말)